# Поп-фільтр

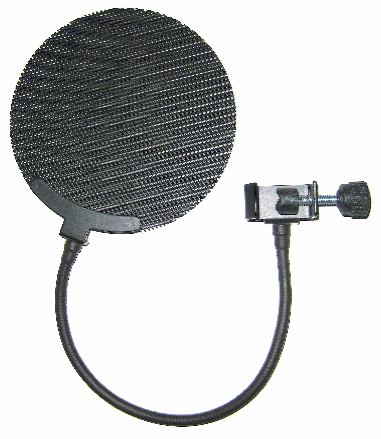
Приклад поп-фільтра

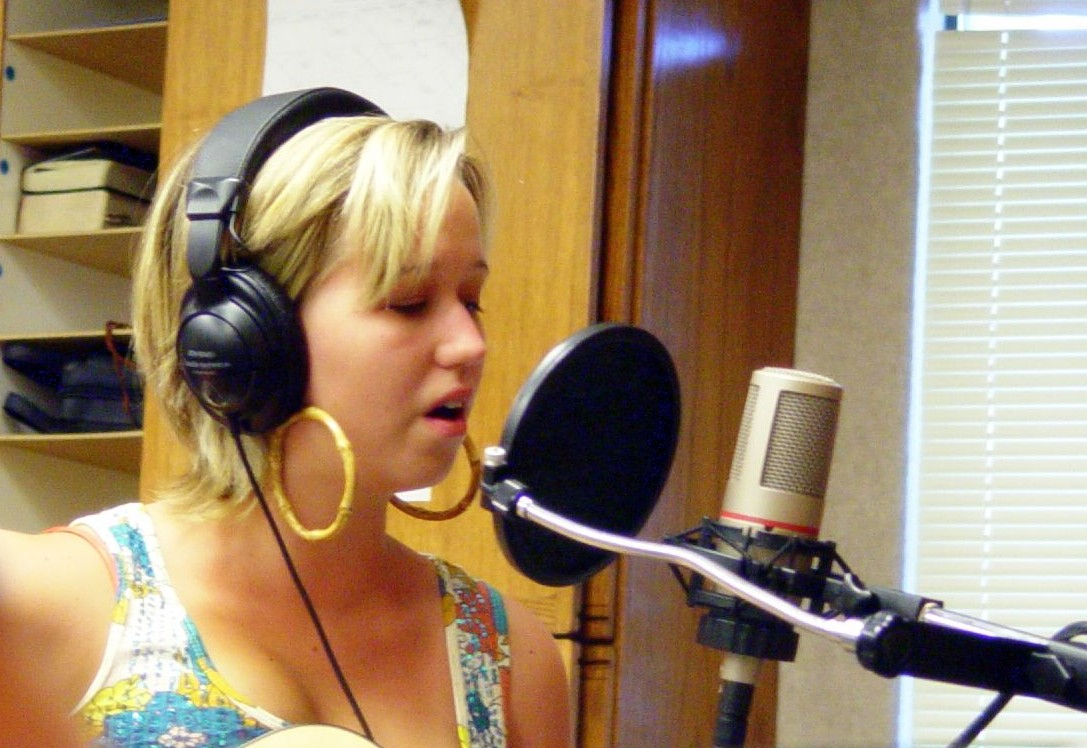
Поп-фільтр (великий чорний диск) використовується під час звукозапису.

Поп-фільтр — фільтр для мікрофона, що понижує звукові перешкоди від дихання людини. Також захищає мікрофон від слини, яка містить солі, шкідливі для обладнання. Таким чином використання поп-фільтра може продовжити термін служби мікрофону..
Типовий поп-фільтр складається з одного або декількох шарів акустично напівпрозорих матеріалів, таких як нейлон, натягнутих навколо круглої рамки. Металеві поп-фільтри використовують тонке сито металу замість нейлону. Також можна створити імпровізований поп-фільтр, наприклад, з колготок, натягнутих на сито. Найважливіше — щоб поп-фільтр не торкався мікрофона, так як вібрації від нього будуть напряму передаватися мікрофонові.